# Mesaka
Die Sprache Mesaka, oder Ugarə, ist eine tivoide Sprache des Kamerun.
Sie wird von dem Volk der Mesaka gesprochen und unterscheidet sich stark von den anderen Mitgliedern der tivoiden Sprachgruppe. Im Jahre 1982 hatte die Sprache noch 14.000 Sprecher.